# Marion Bailey
Marion Bailey (Bushey, 5 maggio 1951) è un'attrice britannica, vincitrice di due Screen Actors Guild Awards.

## Biografia
Compagna di lunga data del regista Mike Leigh, Marion Bailey ha recitato in molti dei suoi film, tra cui Tutto o niente, Il segreto di Vera Drake, Peterloo e Turner, per cui ha ricevuto una candidatura al London Critics Circle Film Award alla migliore attrice non protagonista.
In campo televisivo è nota soprattutto per aver interpretato la regina madre Elizabeth Bowes-Lyon nella terza e quarta stagione di The Crown, per cui ha vinto due Screen Actors Guild Award per il miglior cast in una serie drammatica nel 2020 e nel 2021.
Dal matrimonio con lo scrittore Terry Johnson, terminato con il divorzio, ha avuto la figlia Alice.

## Filmografia parziale

### Cinema
- Tutto o niente (All or Nothing), regia di Mike Leigh (2002)
- Il segreto di Vera Drake (Vera Drake), regia di Mike Leigh (2004)
- Turner (Mr. Turner), regia di Mike Leigh (2014)
- The Lady in the Van, regia di Nicholas Hytner (2015)
- Allied - Un'ombra nascosta (Allied), regia di Robert Zemeckis (2016)
- Morto tra una settimana (o ti ridiamo i soldi) (Dead in a Week: Or Your Money Back), regia di Tom Edmunds (2018)
- Peterloo, regia di Mike Leigh (2018)

### Televisione
- Casualty – serie TV, episodi 5x05-9x10 (1990-1994)
- Metropolitan Police (The Bill) – serie TV, 4 episodi (1992-2007)
- Dalziel and Pascoe – serie TV, episodio 2x02 (1997)
- New Tricks - Nuove tracce per vecchie volpi (New Tricks) – serie TV, episodio 4x07 (2007)
- Holby City – serie TV, episodio 10x13 (2008)
- L'ispettore Barnaby (Midsomer Murders) – serie TV, episodio 11x03 (2008)
- Being Human – serie TV, episodio 3x06 (2011)
- SS-GB – serie TV, episodio 1x04 (2017)
- Britannia – serie TV, 3 episodi (2019)
- The Crown – serie TV, 19 episodi (2019-2020)
- Il giovane ispettore Morse (Endeavour) – serie TV, episodio 8x03 (2021)
- Shakespeare & Hathaway investigatori privati (Shakespeare & Hathaway: Private Investigators) – serie TV, episodio 4x03 (2022)
- Tutta la luce che non vediamo (All the Light We Cannot See) - miniserie TV, 4 puntate (2023)

## Doppiatrici italiane
Nelle versioni in italiano delle opere in cui ha recitato, Marion Bailey è stata doppiata da:
- Marina Tagliaferri in Turner
- Melina Martello in Morto tra una settimana (o ti ridiamo i soldi)
- Valeria Falcinelli in The Crown
- Cristina Boraschi in Tutta la luce che non vediamo